# Johan Meriluoto
Johan Meriluoto, född 22 mars 1974 i Borgå, Finland, är en finlandssvensk trestegshoppare. Hans personbästa är 16,95 m.

## Fotnoter
1. ↑  World Athletics Database, World Athletics ID: 131621.[källa från Wikidata]